# Emoia schmidti
Emoia schmidti là một loài thằn lằn trong họ Scincidae. Loài này được Brown mô tả khoa học đầu tiên năm 1954.